# Дуже погані матусі
«Дуже погані матусі» (англ. Bad Moms) — американська кінокомедія режисерів і сценаристів Джона Лукаса і Скотта Мура, що вийшла 2016 року. У головних ролях Міла Куніс, Крістен Белл, Кетрін Ган.
Вперше фільм продемонстрували 28 липня 2016 року у низці країн світу, а в Україні початок показу у широкому кінопрокаті відбувся 25 серпня 2016 року.

## Сюжет
Емі Мітчелл — чудова дружина, хороша мати та домогосподарка з успішною кар'єрою. Проте їй це все набридає, і вона об'єднується з іншими мамами, які теж відчувають тягар обов'язків. Вони починають розважатися і жити у своє задоволення, злючи тим самим «зразкових» мам.

## У ролях
| Актор              | Персонаж             | Роль                                |
| ------------------ | -------------------- | ----------------------------------- |
| Міла Куніс         | Емі Мітчелл          | одружена мати двох дітей            |
| Крістен Белл       | Кікі                 | домогосподарка, мати чотирьох дітей |
| Кетрін Ган         | Карла Данклер        | мати-одиначка                       |
| Крістіна Епплгейт  | Ґвендолін Джеймс     | голова батьківської ради у школі    |
| Джада Пінкетт-Сміт | Стейсі               | подружка Ґвендолін і Вікі           |
| Енні Мумоло        | Вікі                 | подружка Ґвендолін і Стейсі         |
| Джей Ернандес      | Джессі Гаркнесс      |                                     |
| Кларк Дюк          | Дейл Кіплер          |                                     |
| Ванда Сайкс        | доктор Елізабет Карл |                                     |
| Лілі Сінґ          | Кеті                 |                                     |

## Створення фільму

### Знімальна група
- Кінорежисери — Джон Лукас і Скотт Мур
- Сценаристи — Джон Лукас і Скотт Мур
- Кінопродюсери — Білл Блок і С'юзанн Тодд
- Виконавчий продюсер — Марк Кемін
- Композитор — Крістофер Леннерц
- Кінооператор — Джим Дено
- Кіномонтаж — Емма Е. Гікокс і Джеймс Томас
- Художник-постановник — Марсія Гіндс
- Художник по костюмах — Джулія Кастон[8].

### Виробництво
Знімання фільму розпочали 11 січня 2016 року у Новому Орлеані і завершили 1 березня 2016 року.

## Сприйняття

### Оцінки і критика
Фільм отримав змішано-схвальні відгуки: Rotten Tomatoes дав оцінку 60 % на основі 131 відгуку від критиків (середня оцінка 5,6/10) і 72 % від глядачів зі середньою оцінкою 3,8/5 (35 250 голосів). Загалом на сайті фільм має схвальні оцінки, фільму зарахований «стиглий помідор» від кінокритиків і «попкорн» від глядачів, Metacritic — 60/100 (33 відгуки критиків) і 4,9/10 від глядачів (94 голоси). Загалом на цьому ресурсі від критиків і від глядачів фільм отримав змішані відгуки, IGN — 7,0/10 (хороший), Internet Movie Database — 6,4/10 (24 169 голосів).
Олена Макаєва в інтернет-виданні «Cineast» написала, що «Джону Лукасу та Скотту Муру вдалося зробити хорошу комедію, але до того ж «Похмілля» їй дотягнути не вдалося».

### Касові збори
Під час прем'єрного показу в Україні, що розпочався 25 серпня 2016 року, протягом першого тижня на фільм було продано 56 920 квитків, фільм показали у 187 кінотеатрах і він зібрав 3 968 563 ₴, або ж 156 095 $, що на той час дозволило йому зайняти 1 місце серед усіх прем'єр. Показ стрічки в Україні тривав 6 тижнів і завершився 2 жовтня 2016, зібравши за цей час 12 797 070 гривень, або ж 497 595 $.
Під час прем'єрного показу у США, що розпочався 29 липня 2016 року, протягом першого тижня фільм показали у 3 215 кінотеатрах і він зібрав 23 817 340 $, що на той час дозволило йому зайняти 3 місце серед усіх прем'єр. Показ фільму тривав 91 день (13 тижнів) і завершився 27 жовтня 2016 року, зібравши у прокаті у США 113 257 297 доларів США, а у решті світу 66 100 000 $ (за іншими даними 68 200 000 $), тобто загалом 179 357 297 доларів США (за іншими даними 181 457 297 $) при бюджеті 20 млн доларів США.

### Нагороди та номінації
| Номінації і перемоги фільму «Дуже погані матусі» | Номінації і перемоги фільму «Дуже погані матусі» | Номінації і перемоги фільму «Дуже погані матусі» | Номінації і перемоги фільму «Дуже погані матусі»                      | Номінації і перемоги фільму «Дуже погані матусі» | Номінації і перемоги фільму «Дуже погані матусі» |
| Рік                                              | Кінопремія / Кінофестиваль                       | Категорія / Нагорода                             | Номінант                                                              | Результат                                        | Дж                                               |
| ------------------------------------------------ | ------------------------------------------------ | ------------------------------------------------ | --------------------------------------------------------------------- | ------------------------------------------------ | ------------------------------------------------ |
| 2016                                             | CinemaCon Awards                                 | Жіночий зірковий склад року                      | Міла Куніс, Крістен Белл, Кетрін Ган, Крістіна Епплгейт і Енні Мумоло | Перемога                                         | [ 18 ]                                           |

### Виноски
1. 1 2  Bad Moms: Release Info (англ.). Internet Movie Database. Архів оригіналу за 8 травня 2016. Процитовано 10 серпня 2016.
2. 1 2 3  Дуже погані матусі. Kino-teatr.ua. Архів оригіналу за 13 липня 2016. Процитовано 10 серпня 2016.
3. 1 2  Anita Busch (29 липня 2016). ‘Jason Bourne’ On Way To $55M To $60M; ‘Bad Moms’ Reaching For $30M; ‘Nerve’ Could Find $16M – Friday Matinees (англ.). deadline.com. Архів оригіналу за 16 серпня 2016. Процитовано 10 серпня 2016.
4. 1 2 3 4  Bad Moms (англ.). Box Office Mojo. Архів оригіналу за 29 січня 2017. Процитовано 1 листопада 2016.
5. 1 2 3 4  Bad Moms (2016) (англ.). The Numbers. Архів оригіналу за 6 жовтня 2016. Процитовано 1 листопада 2016.
6. ↑  Bad Moms (2016) (англ.). AllMovie. Архів оригіналу за 18 серпня 2016. Процитовано 10 серпня 2016.
7. ↑  Очень плохие мамочки (рос.). volgafilm.ru. Архів оригіналу за 10 серпня 2016. Процитовано 10 серпня 2016.
8. ↑  Bad Moms: Full Cast & Crew (англ.). Internet Movie Database. Архів оригіналу за 6 травня 2016. Процитовано 10 серпня 2016.
9. ↑  Mike Scott (2 листопада 2015). R-rated comedy, previously titled 'Bad Moms,' to bring Mila Kunis, Kristen Bell and Christina Applegate to New Orleans (англ.). nola.com. Архів оригіналу за 25 жовтня 2016. Процитовано 10 серпня 2016.
10. ↑  SSN Insider Staff (4 березня 2016). On the Set for 3/4/16: It’s Morphin’ Time as Cameras Start Rolling on ‘Power Rangers’ While Kristen Bell & Jada Pinkett Smith Wrap-up ‘Bad Moms’ (англ.). ssninsider.com. Архів оригіналу за 6 березня 2016. Процитовано 10 серпня 2016.
11. ↑  Bad Moms (англ.). Rotten Tomatoes. Архів оригіналу за 11 жовтня 2016. Процитовано 28 жовтня 2016.
12. ↑  Bad Moms (англ.). Metacritic. Архів оригіналу за 14 жовтня 2016. Процитовано 28 жовтня 2016.
13. ↑  Josh Lasser (28 липня  2016). Bad Moms review (англ.). IGN.com. Архів оригіналу за 29 липня 2016. Процитовано 10 серпня 2016.
14. ↑  Bad Moms (англ.). Internet Movie Database. Архів оригіналу за 17 жовтня 2016. Процитовано 28 жовтня 2016.
15. ↑  Олена Макаєва (22 серпня  2016). Дуже погані матусі / Рецензія. «Cineast». Архів оригіналу за 2 жовтня 2016. Процитовано 2 жовтня 2016.
16. 1 2  Олексій Першко (30 серпня 2016). Бокс-Офіс 34 (2016): Є перший мільйонер!. Kino-teatr.ua. Архів оригіналу за 6 вересня 2016. Процитовано 5 вересня 2016.
17. 1 2  Bad Moms — Ukraine Weekend Box Office (англ.). Box Office Mojo. Архів оригіналу за 17 вересня 2016. Процитовано 5 вересня 2016.
18. ↑  The leading ladies of “Bad Moms’ to recieve “Cinemacon® female stars ofthe year award” (англ.). The National Association of Theatre Owners. Архів оригіналу за 27 серпня 2016.